# Maciste et les Cent Gladiateurs
Pour plus de détails, voir Fiche technique et Distribution.
Maciste et les Cent Gladiateurs (Maciste, gladiatore de Sparta) est un film italien réalisé par Mario Caiano, sorti en 1964.

## Synopsis
Maciste est un gladiateur spartiate invaincu. Idole de tout l'empire Romain, il sauve une chrétienne et en tombe amoureux. Par la force des choses, il deviendra l'ami des chrétiens et tentera, avec d'autres gladiateurs, de les sortir de prison.

## Fiche technique
- Titre original : Maciste, gladiatore de Sparta
- Titre français : Maciste et les Cent Gladiateurs[1]
- Réalisation : Mario Caiano
- Scénario : Mario Amendola, Alfonso Brescia et Albert Valentin
- Direction artistique : Pier Vittorio Marchi
- Décors : Franco D'Andria
- Costumes : Mario Giorsi
- Photographie : Pier Ludovico Pavoni
- Montage : Nella Nannuzzi
- Musique : Carlo Franci
- Sociétés de production : Prometeo Film, Samcro Film, Les Films Jacques Leitienne
- Sociétés de distribution : Filmar Compagnia Cinematografica, Les Films Jacques Leitienne
- Pays :  Italie
- Langue : italien
- Format : Couleur (Eastmancolor / Technicolor) - 35 mm - 2,35:1  (Techniscope) - son mono
- Genre : péplum
- Durée : 103 minutes
- Dates de sortie :
  - Italie : 26 mars 1964
  - France : 13 janvier 1965[1]

## Distribution
- Mark Forest (VF : Marc Cassot) : Maciste
- Marilù Tolo  (VF : Michèle Montel) : Olympia
- Elisabeth Fanti  (VF : Claude Chantal) : Sylvia
- Robert Hundar (VF : Jean-Claude Michel) : Siphace
- Peter White (VF : André Valmy) : Vitellius
- Ferruccio Amendola (VF : Jacques Balutin) : Dammatius
- Giuseppe Addobbati  (VF : Lucien Bryonne) : Marcellus
- Bruno Ukmar (VF : Jacques Deschamps) : Carteus
- Jacques Stany : Epialte
- Nello Pazzafini : un gladiateur
- Emilio Messina : un gladiateur
- Lea Monaco (VF : Lucienne Givry) : une chrétienne
- Roberto Messina : un gladiateur
- Giulio Mauroni : un gladiateur
- Mario Caiano  : le médecin de Vitellius
- Franco Ukmar : un gladiateur
- Ugo Attanasio (VF : Pierre Michau) : Apificulus
- Loris Loddi : le petit Marco
- Fortunato Arena : un gladiateur
- Renato Navarrini : le père de Sylvia